# Thysanobotrya arfakensis
Thysanobotrya arfakensis là một loài thực vật có mạch trong họ Cyatheaceae. Loài này được (Gibbs) Alderw. miêu tả khoa học đầu tiên năm 1918.